# Тингута (Волгоградская область)
Тингута́ — железнодорожная станция (тип населенного пункта) в Светлоярском районе Волгоградской области России. Входит в Наримановское сельское поселение.

## Физико-географическая характеристика
Посёлок расположен в степи в пределах Ергенинской возвышенности, относящейся к Восточно-Европейской равнине, близ водораздела водосборных бассейнов реки Дон и рек бессточной области Западно-Каспийского бассейна. Средняя высота над уровнем моря — около 160 метров. В окрестностях посёлка распространены каштановые солонцеватые и солончаковые почвы.
Географическое положение
По автомобильным дорогам расстояние до областного центра города Волгограда (до центра города) составляет 75 км, до районного центра посёлка Светлый Яр — 55 км, до административного центра сельского поселения посёлка Нариман — 34 км. Ближайший населённый пункт посёлок Прудовый расположен в 6 км к северу от Тингута.

## История
Возник при железнодорожной станции Тингута ветки Царицын — Тихорецкая Владикавказской железной дороги, открытой в 1889 году. Станция Тингута впервые обозначена на военно-дорожной карте 1888 года. В 1966 года включена в состав Наримановского сельсовета.

## Население
Динамика численности населения по годам:
| 2002 |
| ---- |
| 39   |

| 2010 |
| ---- |
| 10   |

## Инфраструктура
Развитое сельское хозяйство. Личное подсобное хозяйство.

## Транспорт
Автомобильный и железнодорожный транспорт.